# 3381 Mikkola
3381 Mikkola eller 1941 UG är en asteroid upptäckt den 15 oktober 1941 av den finska astronomen Liisi Oterma vid Storheikkilä observatorium. Asteroiden har fått sitt namn efter Seppo Mikkola, en specialist inom celest mekanik i Åbo.